# Caucaseuma lohmanderi
Caucaseuma lohmanderi är en mångfotingart som beskrevs av Pius Strasser 1970. Caucaseuma lohmanderi ingår i släktet Caucaseuma och familjen Anthroleucosomatidae. Inga underarter finns listade i Catalogue of Life.